# カラト
カラト（Charaton、? - 422年没）は、初代フン王（410年 - 422年）。ウルディンとは別系統で、のちのアッティラにつながる系統とされる。

## 参照
- 「アッチラとフン族」（ルイ・アンビス著、安斎和雄訳、白水社、1973年）ISBN 978-4560055366
- 「アッチラ王とフン族の秘密―古代社会の終焉」（ヘルマン・シュライバー著、金森誠也翻訳、佑学社、1977年）
- 「フン族―謎の古代帝国の興亡史」（E・A・トンプソン著、木村伸義訳、法政大学出版局、1999年）ISBN 978-4588371080